# 九里山
九里山位于中国江苏省徐州市西北部，因东西连亘绵延约九华里而得名。据说，九里山是楚汉鏖兵的战场，留有项羽兵败的白云洞。此后，唐朝的朱全忠和时溥，明朝的朱棣和朱允炆等，都在九里山激战过。